# Rustia dressleri
Rustia dressleri är en måreväxtart som beskrevs av Piero G. Delprete. Rustia dressleri ingår i släktet Rustia och familjen måreväxter.
Artens utbredningsområde är Panamá. Inga underarter finns listade i Catalogue of Life.